# Rosalia (филм)
Rosalia (није преведено на српски, а изворно итал. Rosalia Catanese) италијански је порнографски филм из 2003. године. Режисер је Ромео Висконти (Romeo Visconti), а главна глумица Федерика Цари.
Филм је у Србији издало новосадско предузеће Hexor 2007. године у тиражу од 5000 комада. Нема описа на омоту, интерна ознака српског издавача је DA14, а каталошки број COBISS.SR-ID 226499335.

## Улоге
| Глумац             | Улога |
| ------------------ | ----- |
| Federica Zarri     |       |
| Jessica Fiorentino |       |
| Petra Olmi         |       |
| Jasmine La Rouge   |       |
| Giulia Lazzaro     |       |